# Nonsard-Lamarche
Nonsard-Lamarche é uma comuna francesa na região administrativa de Grande Leste, no departamento de Meuse. Estende-se por uma área de 18,18 km². Em 2010 a comuna tinha 223 habitantes (densidade: 12,3 hab./km²).